# الناصر صلاح الدين بن المهدي
الناصر صلاح الدين بن المهدي (ولد في 4 سبتمبر 1338 - توفي في 2 نوفمبر 1391) إمام الدولة الزيدية في اليمن من 1372 إلى 1391.

## السيرة
كان الناصر محمد صلاح الدين نجل المهدي علي الذي كان إماما لليمن من 1349 إلى 1372. في النصف الأول من القرن 14 كان العديد من الأشخاص يتنازعون على إمامة الدولة. حوالي منتصف هذا القرن استطاع والده المهدي علي أن يكون ذو تأثير كبير ولكن فقد نفوذه تدريجيا حتى وفاته في ذمار عام 1372. أصبح الناصر محمد صلاح الدين إمام اليمن. ومع ذلك كانت مدينة صنعاء المهمة في أيدي أفراد من عائلته والتي كانت تحكمها بوصفهم أمراء عليها. بعد سنة من إمامته حاول الناصر محمد صلاح الدين الاستيلاء على صنعاء لكنه لم يتمكن من اختراق الدفاعات القوية. بدلا من ذلك لجأ إلى إستراتيجية جديدة وهي الزواج من والدة الأمير إدريس بن عبد الله ولكن عندما جاء إدريس لمقابلة زوج أمه قام الأخير بالقبض على الأول ثم سار بجيشه إلى صنعاء في 1381. سمح الإمام لإدريس ووالدته بالسكن في المدينة ولم يتواصلا بعدها بتاتا. كان الناصر محمد صلاح الدين حاكما ناجحا نسبيا حيث تقدم وسيطر على تهامة في الأراضي الساحلية من جنوب جزيرة العرب في تحرك يعتبر ضد الرسوليين. في عام 1391 سقط من على بغله وجره مما أدى إلى تلقيه إصابات قاتلة. عندما توفي في صنعاء أخفى خبر وفاته لمدة شهرين بسبب انعدام الأمن. دفن في مسجد صلاح الدين الذي بني حسب مبادرته. زوجته هي السيدة فاطمة ابنة زعيم الأكراد في ذمار الذي بنى المسجد الأبحر في صنعاء. أعقب وفاة الناصر اضطرابات داخلية بين النخبة الزيدية ولكن سرعان ما أحكم ابنه الصغير المهدي أحمد السيطرة على صنعاء.

## أعماله الأدبية
كتب الناصر محمد صلاح الدين تعليقا على الزمخشري في (الكلم النوابغ) تحت عنوان (الحكم السوابغ في الكلم النوابغ). في نفس الفترة من الزمن كتب التفتازاني (توفي عام 1390) أيضا تعليقا على عمل الزمخشري تحت عنوان مختلف قليلا: (النعم السوابغ في الكلم النوابغ).